# Stomias atriventer
Stomias atriventer es una especie de pez de la familia Stomiidae en el orden de los Stomiiformes.

## Morfología
Los machos pueden llegar alcanzar los 25 cm de longitud total.

## Reproducción
Es ovíparo con larvas y huevos  planctónicos.

## Hábitat
Es un pez de mar y de aguas profundas que vive entre 100-1.500 m de profundidad.

## Distribución geográfica
Se encuentra en el Pacífico oriental: Chile y desde los Estados Unidos hasta México.